# Строєшть (Васлуй)
Строєшть, Строєшті (рум. Stroiești) — село у повіті Васлуй в Румунії. Входить до складу комуни Тетерень.
Село розташоване на відстані 293 км на північний схід від Бухареста, 21 км на північний схід від Васлуя, 56 км на південний схід від Ясс, 144 км на північ від Галаца.

## Населення
За даними перепису населення 2002 року у селі проживали 238 осіб, усі — румуни. Усі жителі села рідною мовою назвали румунську.